# Болюлос де ла Митасион
Болюлос де ла-Митасион (на испански: Bollullos de la Mitación) е населено място и община в Испания. Намира се в провинция Севиля, в състава на автономната област Андалусия. Общината влиза в състава на района (комарка) Ел Алхарафе. Заема площ от 63 km². Населението му е 9142 души (по преброяване от 2010 г.). Разстоянието до административния център на провинцията е 17 km.

## Демография
| 1996 | 1998 | 1999 | 2000 | 2001 | 2002 | 2003 | 2004 | 2005 | 2006 |
| ---- | ---- | ---- | ---- | ---- | ---- | ---- | ---- | ---- | ---- |
| 4950 | 5012 | 5012 | 5009 | 5156 | 5341 | 5567 | 6062 | 6639 | 7084 |